# 約翰·路德維希二世 (安哈特-采爾布斯特)
約翰·路德維希二世（德語：Johann Ludwig II，1688年6月23日—1746年11月5日），安哈特-采爾布斯特親王，1742年至1746年在位。
約翰·路德維希終生未婚，1746年於采爾布斯特去世，享年58歲。